# Анђели ди Мерго (Анкона)
Анђели ди Мерго је насеље у Италији у округу Анкона, региону Марке.
Према процени из 2011. у насељу је живело 516 становника. Насеље се налази на надморској висини од 147 м.